# 北京娃娃
《北京娃娃》（Beijing Doll—I am a seventeen girl，a very bad girl）是中國80後知名作家春樹的代表作品，2002年出版了被稱為中國第一部嚴格意義上的「殘酷青春小說」。

## 內容簡介
是一本反映残酷青春的小说，写的是春樹自己14岁到18岁之间的事情，雖然是以小說的形式存在，但實際上是一部作者省視自過去生命痕跡的「成長史」。包括從她考上高中，到厭惡的校園生活，第一次的休學，與一個又一個的男朋友之間的複雜愛情與肉體關係，到最後徹底休學，終於走上現在這條道路。整本書充分反應作者對於社會、家庭、學校、愛情的憤怒，也以著奮不顧身的方式去燃燒自己的人生與青春。

## 評價
- 沈浩波（詩人）：「《北京娃娃》是中國迄今為止第一部嚴格意義上的殘酷青春小說，那些所謂少年作家寫的小說簡直就是兒童的牙牙學語」

## 連結
- 新浪網 北京娃娃（页面存档备份，存于）
- 春樹、衛慧、九丹 誰比誰殘酷[]